# Wang Lixiong
Wang Lixiong (Wáng LìxióngT, 王力雄)P (Changchun, 2 maggio 1953) è uno scrittore, saggista e attivista cinese.
È noto soprattutto per il suo romanzo politico Yellow Peril e per i suoi scritti provocatori sulla diseguaglianza di diritti tra cittadini cinesi e le diverse etnie che abitano il Tibet e la regione dello Xinjiang

## Biografia
Wang Lixiong è nato nel 1953 a Changchun, in Cina. La madre, drammaturga, lavorò presso la Changchun Film Group Corporation. Suo padre, Wang Shaolin, vice presidente della China Fist Automobile Works, si suicidò nel 1968 dopo essere stato imprigionato durante la grande rivoluzione culturale.
In seguito a questo evento Wang si trasferì per quattro anni, dal 1969 al 1973, alla periferia della città per seguire il Down to the Countryside Movement di Mao Zedong. Nel 1973 viene ammesso alla Jilin University of Technology e dopo la laurea inizia a lavorare presso la China Fist Automobile Works.
Nel 1984 intraprende una solitaria avventura navigando nell’altopiano tibetano attraverso i tratti più alti del Fiume Giallo. Si innamora del Paese e ne prende a cuore le problematihe etniche e sociali. Tra il 1995 e il 1998 visita il Tibet dozzine di volte.
Nel 1991, la Mirror Book pubblica un suo libro, Yellow Peril, scritto sotto lo pseudonimo Bao Mi ("Tenere segreto") per motivi di sicurezza, in quanto nell'opera vengono affrontati temi vietati dal governo cinese. Nel romanzo Wang disegna uno scenario apocalittico nel quale la guerra civile irrompe tra il nord e il sud della Cina, sfociando in un conflitto nucleare e portando all'esodo di milioni di rifugiati lungo i confini.
Dal 1991 al 1994 scrive un libro di teoria politica, Dissolving Power: A Successive Multi-Level Electoral System nel quale delinea una possibile soluzione adottabile dalla Cina nella sua transizione verso la democrazia.
Nel 1994 fonda con altri membri The Friends of Nature, un'organizzazione impegnata nella protezione dell’ambiente, la prima organizzazione non-governativa in Cina. Nel 2003 venne tuttavia costretto dalle pressioni del governo cinese ad abbandonarla.
Nel 1998 termina il suo romanzo Sky Burial: The Fate of Tibet. L’opera riceve immediatamente l’apprezzamento sia dei sostenitori del governo cinese, che dei proseliti del Dalai Lama per la sua analisi accurata e completa di dati.
Quando Wang inizia nel 1999 a studiare le problematiche sociali nella regione dello Xinjiang, viene arrestato per 42 giorni per aver fotocopiato una pubblicazione interna etichettata come segreta del Xinjiang Production and Construction Corps. Rifiutando di collaborare con le autorità in cambio del suo rilascio, tenta il suicidio nella prigione di alta sicurezza di Miquan. Ne documenta l’incidente in un breve saggio intitolato Memories of Xinjiang pubblicato nel 2001. In prigione condivide la cella con un prigioniero uiguro arrestato a Pechino per aver organizzato una dimostrazione di protesta contro la discriminazione etnica. I due divennero buoni amici e le loro discussioni su questo tema rappresentarono lo scheletro del successivo libro My West China. Nel 2007 pubblica Your East Turkestan. In questi due libri Wang esprime le problematiche etniche dello Xinjiang viste da due prospettive diverse: nel primo è la prospettiva di un cittadino cinese, nel secondo quella di un cittadino uiguro.
Dopo la prima detenzione Wang Lixiong viene arrestato più volte nel corso di manifestazioni o incidenti di carattere antigovernativo.
Nel 2001, con una dichiarazione pubblica, annuncia le sue dimissioni dalla Chine Writers Association, della quale era membro dal 1988, denunciandone l'assenza di imparzialità e l'avvenuta trasformazione in un'organizzazione filo-governativa, persecutrice dei diritti d’informazione.
Nel dicembre 2002, in difesa di Tenzin Delek Rinpoche, un importante Lama tibetano della regione di Litang accusato di essere coinvolto in un attacco bomba e che rischia la pena di morte, Wang e altri 24 intellettuali cinesi firmano una petizione rivendicando il diritto dell'imputato di nominare un avvocato indipendente per la propria difesa, il diritto per i media locali ed internazionali di seguire il processo e di intervistare gli ufficiali del governo cinese. Nell'appello viene chiesto infine la partecipazione al processo di rappresentanti della comunità tibetana in esilio.
Nel 2004 Wang sposa Tsering Woeser, una scrittrice ed attivista politica di origini tibetane, con la quale condivide l'orientamento politico e la battaglia per i diritti delle minoranze etniche.
Nel 2006, dopo ulteriori dieci anni di studio, scrive un altro saggio politico dal titolo Bottom up Democracies. Ritenendo impossibile promuovere la sua teoria politica in Cina, Wang Lixiong decide di orientare i suoi sforzi alla diffusione delle sue idee attraverso i mezzi di informazione disponibili in internet.
Uno dei cardini del suo pensiero è che la chiave per risolvere i problemi del Tibet è rappresentata dal Dalai Lama. Con altri intellettuali cinesi sollecita quindi le autorità cinesi a intraprendere l’approccio della via di mezzo proposta dal Dalai Lama, come base per una futura trattativa sulle sorti del Tibet. La sua analisi sulla via di mezzo elaborata nell’opera Unlocking Tibet e l'incontro con il Dalai Lama nel 2010 sono documentati nel suo articolo Dialogues with the Dalai Lama.
Allo scoppio nel 2008 della rivolta tibetana, Wang, con il supporto di altri 28 dissidenti cinesi, tra cui lo scrittore Liu Xiabo, esorta il governo cinese ad invitare degli ispettori delle Nazioni Unite in Tibet per allentare la sfiducia della comunità internazionale verso la Cina sulla questione tibetana. Nel marzo dello stesso anno pubblica una petizione in 12 punti sulla situazione in Tibet. A causa delle loro posizioni antigovernative Wang Lixiong e la moglie Tsering Woeser saranno più volte posti sotto arresto.
Nel 2012 entrambi sono costretti a lasciare temporaneamente la loro abitazione a Pechino in occasione nel XVIII congresso nazionale del Partito Comunista Cinese.
Nel luglio 2014 vengono messi agli arresti domiciliari per due giorni in seguito alla visita del Segretario di Stato U.S. John Kerry.

## Premi
- 1999. The 100 Most Influential Chinese Novels in 20th Century (Yellow Peril ranked 41st) dal Asia Weekly
- 2002. Visiting Scholarship dal Congresso americano
- 2002. Freedom of Expression Award dalla Independent Chinese Pen Association
- 2003. Hellman-Hammett Grants dalla Human Rights Watch
- 2007. Honorary membership dalla Chinese Studies Association of New Zealand
- 2009. Light of Truth Award dal Dalai Lama[21]

## Opere

### Libri
- 1984. Gate to Heaven (天堂之门), Huacheng Publishing
- 1988. Drifting (漂流), Huacheng Publishing
- 1991. Yellow Peril  (黄祸), Mirror Books Publishing
- 1998. Sky Burial: The Destiny of Tibet (天葬:西藏的命运), Mirror Books Publishing
- 1998. Dissolving Power: A Successive Multi-Level Electoral System (溶解权力: 逐層递选制), Mirror Books Publishing
- 2002. The Spiritual Journey of a Free Soul, China Movie Publishing
- 2002. Dialogue with Dalai Lama, Renjian Publishing
- 2006. Unlocking Tibet, Tersey Tsultim Publishing
- 2006. Bottom-up Democracy (递进民主), Lotus Publishing
- 2007. My West China; Your East Turkestan (我的西域; 你的东土), Lotus Publishing
- 2008. Yellow Peril, New Century Edition (黄祸新世纪版), Lotus Publishing
- 2008. China Tidal Wave  (English edition of Yellow Peril translated by Anton Platero), Global Oriental Ltd.
- 2009. Voices from Tibet (听说西藏), Lotus Publishing (co-authored with Tsering Woeser)
- 2009. Sky Burial: The Fate of Tibet, 2nd Edition (天葬:西藏的命运再版), Lotus Publishing
- 2009. The Struggle for Tibet, Verso Publishing (co-authored with Tsering Shakya)

### Saggi
- 2000. A Successive Multilevel Electoral System vs. a Representative Democratic System: Comparison on Resolutions for Tibet Issues  (逐层递选制与代议民主制: 解决西藏问题的方法比较)
- 2002. Cultural Reflections on Tibet Issues (西藏问题的文化反思)
- 2004. The Two Types of Imperialism That Tibet Encounters (西藏面临的两种帝国主义)
- 2008. Roadmap of Tibet Independence (西藏独立路线图)
- 2008. History of Tibetan-Chinese Relations  (西藏与中国的历史关系)
- 2009. Mappō (末法时代)
- 2010. Democracy 2.0 - From Direct Democracy to Vector Democracy 民主2.0——从数量民主到矢量民主